# 狭叶方竹
狭叶方竹（学名：Chimonobambusa angustifolia）为禾本科寒竹属下的一个种。
竿高2-5米，直径1-1.5厘米，下部的节内环生短刺状的气生根9-14条；节间略呈四方形或圆筒形，长10-15厘米，起初绿色，密生白色柔毛和稀疏刺毛，后变无毛而具细疣点及印痕；竿环较平，惟在有分枝的节处则甚隆起；箨环留有箨鞘基部的残余及淡褐色纤毛；竿每节分3枝，但亦有多枝者，枝条实心，其节处强烈隆起。箨鞘纸质至厚纸质，短于其节间，黄褐色，背面上部有大小不等的灰白色或淡黄色圆斑，下部则疏生淡黄色柔毛及小刺毛，鞘缘密生黄褐色纤毛，纵肋明显，小横脉紫色；箨耳不发达；箨舌截形或拱形，甚至强烈拱状上突，全缘，有微小纤毛；箨片极小，锥状三角形，长3-5毫米，系由箨鞘顶端向上收缩而成。末级小枝具1-3 (4)叶；叶鞘无毛，惟鞘缘生易落的纤毛；叶耳缺；鞘口繸毛仅3-5条，长3-5毫米，直立，苍白色；叶舌低矮，呈拱形；叶片纸质或薄纸质，线状披针形至线形，长6-15厘米，宽5-12毫米，无毛，次脉3或4对，小横脉呈长方格状。花枝未见。笋期8-9月。